# Ясный сокол
«Ясный сокол» — белорусский мультфильм, созданный на студии «Беларусьфильм» Ириной Кодюковой в 2012 году.

## Сюжет
Мультфильм создан по мотивам народной сказки о Финисте Ясном Соколе. Было у отца три дочери. Поехал он как-то в город и привез дочерям подарки: старшей — платье, средней — серьги, а младшей — перышко Финиста Ясного Сокола, которое оказалось дороже всех подарков…

## Съёмочная группа
| Сценарист и режиссёр     | Ирина Кодюкова                                                       |
| Художник-постановщик     | Алла Матюшевская                                                     |
| Композитор               | Сергей Пукст                                                         |
| Аранжировка              | Антон Кривуля                                                        |
| Звукорежиссёр            | Сергей Шункевич                                                      |
| Художники-аниматоры      | Ирина Кодюкова, Марта Герашенко, Вика Братишко                       |
| Художники                | Марта Герашенко, Елена Лапотко                                       |
| Роли озвучивают          | Виктор Манаев, Светлана Тимохина, Татьяна Ружавская, Тимофей Ткачев  |
| Синхронные шумы          | Шамиль Исмаилов                                                      |
| Ассистент кинорежиссёра  | Анна Егорушкина                                                      |
| Монтаж                   | Наталья Попова, Константин Андрюшечкин                               |
| Компьютерное обеспечение | Мария Иванова, Константин Андрюшечкин, Инна Ясюкевич, Алексей Иванов |
| Кинооператор             | Александр Бетев                                                      |
| Редактор                 | Дмитрий Якутович                                                     |
| Директор                 | Елена Корзюк                                                         |

## Награды
- Приз за выдающуюся поэтическую работу X Международный фестиваль анимационных фильмов «Тиндириндис-2012» (Вильнюс, Литва, 2012)[2][3]
- Приз «Бронзовый Витязь» XXII Международного кинофорума «Золотой Витязь» (Хабаровск, Россия, 2013)[2][3]
- Специальный приз жюри «За изобразительное решение» на XVIII Международном кинофестивале детского и молодёжного анимационного кино «Золотая рыбка» (Геленджик, Россия, 2013)[2][3]
- Вошёл в двадцатку лучших фильмов по результатам профессионального рейтинга, составленного членами жюри XVIII Открытого Российского фестиваля анимационного кино в Суздале (Суздаль, Россия, 2013)[4]